# Aalter
Aalter er en kommune beliggende mellem Brugge og Gent i den belgiske provins Østflandern. Kommunen omfatter byerne Aalter, Bellem, Lotenhulle og Poekeer. Pr. 1. januar 2007 boede var der 18.887 indbyggere i kommunen, der har et areal på 81,92 km², hvilket giver en befolkningstæthed på 231 indbyggere pr. km². 